# Anabolia concentrica
Anabolia concentrica är en nattsländeart som först beskrevs av Zetterstedt 1840.  Anabolia concentrica ingår i släktet Anabolia och familjen husmasknattsländor. Arten är reproducerande i Sverige.

## Underarter
Arten delas in i följande underarter:
- A. c. sibirica
- A. c. euptera

## Bildgalleri

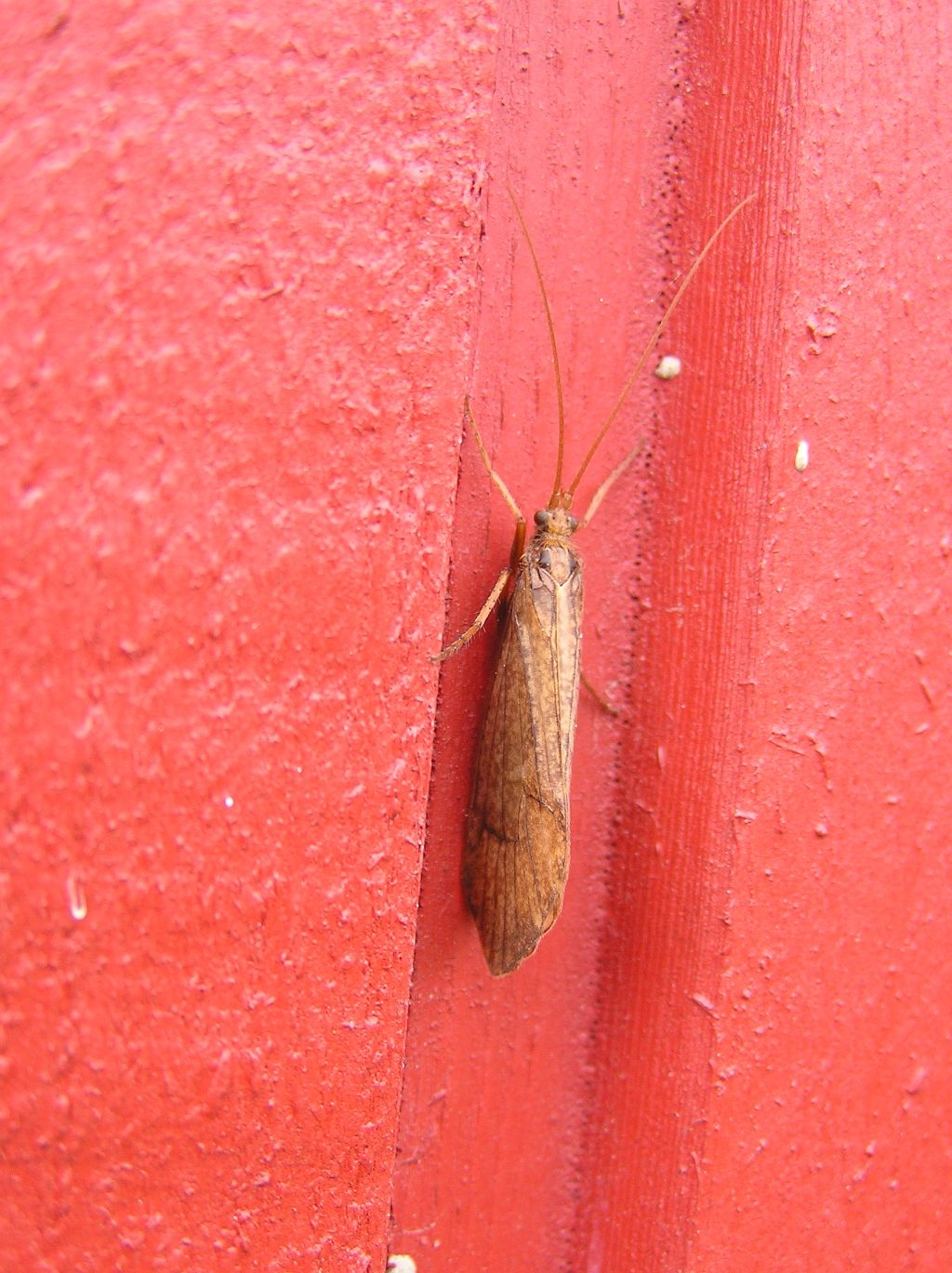